# Бессонов, Владимир Иванович
Влади́мир Ива́нович Бессо́нов (род. 21 марта 1966; Ростов-на-Дону) — российский государственный, политический и партийный деятель. Депутат Законодательного собрания Ростовской области IV созыва по списку КПРФ с 2008 по 2011 год. Депутат Государственной думы VI созыва по списку КПРФ с 2011 года.
В 2018 заочно осуждён по ч. ст. 318 УК РФ за нападение на двух полицейских в декабре 2011 года и приговорён к трём годам лишения свободы. С 2015 года скрывался от следствия, с сентября 2016 — за границей.
Член ЦК КПРФ.

## Биография
Родился 21 марта 1966 года в Ростове-на-Дону.

### Образование
В 1983 году окончил СОШ № 79 Октябрьского района города Ростова-на-Дону.
В 1984 году с отличием окончил Техническое училище № 2, получив квалификацию «слесарь-ремонтник».
В 1988 году окончил Новочеркасское высшее военное командное краснознаменное училище связи имени В.Д.Соколовского.

### Профессиональная деятельность
Проходил службу в Забайкальском и Киевском военных округах, был уволен по причине сокращения штатов. Кадровый офицер запаса.
Прошел трудовой путь от ученика столяра до ведущего специалиста Законодательного собрания Ростовской области, советника государственной службы Ростовской области. Бессонов является корреспондентом газеты «Правда», вторым секретарём Ростовского обкома КПРФ и секретарём по организационно-кадровой и партийной работе Ростовского обкома КПРФ. Кандидат в члены ЦК партии.
В 2003 году стал помощником депутата Государственной Думы. В 2003 и 2007 годах в составе списка КПРФ пытался стать депутатом Государственной Думы, но безуспешно.
В 2008 году избран депутатом Законодательного собрания Ростовской области по единому избирательному округу от КПРФ, после чего возглавил фракцию партии в региональном парламенте.
4 декабря 2011 года избран депутатом Государственной Думы по списку КПРФ (региональная группа № 56 — Ростовская область). Вошёл в состав комитета ГД по обороне. Также стал членом комиссии ГД по рассмотрению расходов федерального бюджета, направленных на обеспечение национальной обороны, национальной безопасности и правоохранительной деятельности.

### Уголовное дело
2 декабря 2011 года в Ростове-на-Дону Владимир Бессонов организовал несогласованный с властями митинг, численность которого была более 100 человек, перед зданием резиденции полпреда президента в ЮФО. По утверждению КПРФ, это был не митинг, а встреча с избирателем, которая не требует согласования с властями. На требование полиции прекратить мероприятие Бессонов и другие организаторы акции ответили отказом. По данным следствия, после попыток сотрудников полиции самостоятельно отключить звукоусиливающую аппаратуру участники акции, включая самого Бессонова, устроили с ними драку. В результате Владимир Бессонов нанёс увечья заместителю начальника ГУ МВД России по Ростовской области полковнику Антону Грачёву и сотруднику ППС подполковнику Олегу Мышенину.
По итогам выборов в Госдуму VI созыва, прошедших 4 декабря 2011 года, Владимир Бессонов стал депутатом и получил депутатскую неприкосновенность.
5 июля 2012 года после запроса Следственного комитета РФ Государственная дума сняла с Бессонова депутатскую неприкосновенность. За снятие проголосовал 281 депутат (234 «единоросса» и 47 «ЛДПРовцев»), против — 158 (92 коммуниста, 64 «справедливороссов», 2 «ЛДПРовца» и депутат от «Единой России» Борис Резник).
8 ноября 2012 года Верховный суд признал законным лишение депутатской неприкосновенности. Бессонов принял решение обжаловать постановление суда.
Дело поступило в суд в конце февраля 2015 года, но заседания регулярно переносились из-за болезни либо неявки Владимира Бессонова. В июне судья Юрий Кравченко вынес постановление о принудительном приводе подсудимого. 28 октября 2015 года Владимир Бессонов был объявлен в розыск, так как десятый раз не явился на предварительные слушания дела.
Владимир Бессонов почти год после объявления в розыск так и не был задержан. Он уехал из России сразу после выборов в Госдуму VII созыва в сентябре 2016 года в одну из прибалтийских стран.
В сентябре 2018 года суд заочно признал вину Владимира Бессонова в нападении на двух полицейских. Бессонова приговорили по ч. ст. 318 УК РФ (применение насилия в отношении представителя власти с причинением легкого вреда здоровью) к трём годам лишения свободы с отбыванием срока в колонии общего режима.
В апреле 2019 года Ростовский областной суд отказал в удовлетворении трёх жалоб адвокатов Владимира Бессонова на вынесенный приговор. Срок наказания суд постановил исчислять с момента фактического задержания Владимира Бессонова. Осуждённого снова объявили в розыск, в котором он находился с октября 2015 года.

## Семья
Владимир Бессонов женат, имеет сына и дочь. Его брат Евгений Бессонов впоследствии также будет избран депутатом Государственной думы РФ.